# Nomioides longiceps
Nomioides longiceps är en biart som beskrevs av Blüthgen 1933. Nomioides longiceps ingår i släktet Nomioides och familjen vägbin. Inga underarter finns listade i Catalogue of Life.